# كولن آدامز
كولن آدامز (بالإنجليزية: Colin Adams) هو رياضياتي أمريكي، ولد في 13 أكتوبر 1956.